# Universiteit van Milaan
De Universiteit van Milaan (Italiaans: Università degli Studi di Milano) is met meer dan 60.000 studenten een van de grootste universiteiten van Italië. De universiteit heeft 2455 stafleden. In Milaan is de universiteit bekend als Statale (van Università Statale, staatsuniversiteit) om verwarring met andere academische instituten in de stad te voorkomen.

## Organisatie
De universiteit omvat negen faculteiten:
- Faculteit der landbouw (Agraria)
- Faculteit der letteren en filosofie (Lettere e Filosofia)
- Faculteit der rechtsgeleerdheid (Giurisprudenza)
- Faculteit der wiskunde en natuurwetenschappen (Scienze matematiche, fisiche e naturali)
- Faculteit der geneeskunde en chirurgie (Medicina e chirurgia)
- Faculteit der farmacie (Farmacia)
- Faculteit der politieke wetenschappen (Scienze politiche, economiche e sociali)
- Faculteit der bewegingswetenschappen (Scienze motorie)
- Faculteit der diergeneeskunde (Medicina veterinaria)